# Fertilitate

Țări după rata fertilității

Fertilitatea este capacitatea naturală de a da viață. La oameni și animale, fertilitatea înseamnă că părintele poate produce pui. Mai precis, fertilitatea este capacitatea unui individ sau populații de a produce urmași viabili (capabili să trăiască și să se reproducă).
În agricultură, fertilitatea înseamnă că un sol poate susține creșterea plantelor deoarece conține mineralele și nutrienții potriviți.
Fertilitatea poate fi folosită și ca metaforă: expresii precum fertilitate intelectuală, fertilitate artistică sau fertilitate a imaginației desemnează capacitatea de a produce idei, opere sau concepte noi.
În medicină, fertilitatea înseamnă capacitatea de a avea copii, iar infertilitatea desemnează dificultatea de a se reproduce pe cale naturală. Antiteza fertilității este infertilitatea, iar antiteza fecundității este sterilitatea.
Ca măsură demografică, rata fertilității este numărul de copii născuți pe cuplu, persoană sau populație. Aceasta diferită de fecundație, care este definită ca potențialul de reproducere (influențat de producerea gameților, fertilizare și ducerea sarcinii la termen).
Fertilitatea umană depinde de factori precum nutriția, comportamentul sexual, cultura, instinctul, endocrinologia, sincronizarea, economia, stilul de viață și emoțiile. Fertilitatea animală este de asemenea complexă.

## Fertilitatea umană

### Fertilitatea femeilor
Fertilitatea femeilor atinge nivelul maxim între vârstele de 22–26 de ani, iar după 35 de ani începe să scadă brusc. În rândul femeilor care încearcă să rămână însărcinate fără a folosi medicamente pentru fertilitate sau fertilizare in vitro:
| Vârstă    | În decurs de un an | În decurs de 4 ani |
| --------- | ------------------ | ------------------ |
| 30 de ani | 75%                | 91%                |
| 35 de ani | 66%                | 84%                |
| 40 de ani | 44%                | 64%                |

Utilizarea medicamentelor pentru fertilitate și/sau a fertilizării in vitro poate crește șansele de a rămâne însărcinată la o vârstă mai înaintată.

### Fertilitatea bărbaților
Există dovezi că abilitățile de reproducere la bărbați se reduc odată cu înaintarea în vârstă. Numărul de spermatozoizi scade odată cu vârsta, bărbații cu vârste între 50–80 de ani producând 75% din cantitatea de spermă comparativ cu bărbații între 20–50 de ani. Dacă numărul de spermatozoizi este prea mic, acesta poate fi mărit cu suplimente pe bază de plante sau substanțe chimice. O schimbare și mai mare poate fi observată în proporția tubilor seminiferi care conțin spermatozoizi maturi la diferite vârste:
- La bărbați cu vârste între 20–39 de ani, 90% dintre tubii seminiferi conțin spermatozoizi maturi.
- La bărbați cu vârste între 40–69 de ani, 50% dintre tubii seminiferi conțin spermatozoizi maturi.
- La bărbați de 80 de ani și peste, 10% dintre tubii seminiferi conțin spermatozoizi maturi.

### Infertilitate
Când o persoană este infertilă, înseamnă că nu poate avea un copil pe cale naturală. Infertilitatea este definită ca incapacitatea de a rămâne însărcinată sau de a duce sarcina până la naștere după 12 luni sau mai mult de contacte sexuale neprotejate. Aproximativ 10% dintre persoane sunt infertile. Asta înseamnă că 1 din 10 persoane nu va putea concepe un copil pe cale naturală. Există multe cauze ale infertilității, unele dintre ele putând fi tratate. Pe măsură ce o femeie îmbătrânește, fertilitatea ei scade. După menopauză, o femeie nu mai este fertilă.

### Factorii sociali și economicei ai fertilității
Factori asociați cu creșterea fertilității:
- Intenția de a avea copii. Dorința și planificarea de a avea copii cresc probabilitatea realizării acestei intenții.
- Preferințele legate de familie. Atitudinile pro-familie și orientarea spre viața familială sunt corelate cu un număr mai mare de copii.
- Religiozitatea. Practicile și valorile religioase favorizează fertilitatea mai ridicată.
- Transmisia intergenerațională a valorilor. Valorile familiale și experiențele generațiilor anterioare influențează deciziile privind fertilitatea.
- Susținerea maternă și socială. Sprijinul din partea familiei și comunității facilitează decizia de a avea copii.
- Locuirea în zone rurale. Fertilitatea este, de regulă, mai mare în mediul rural comparativ cu cel urban.
- Programe sociale pro-familie (sprijinirea familiilor prin stimulente economice și servicii)
- Tehnologia de reproducere asistată. Aceasta permite depășirea unor limite biologice și crește șansele de concepție.
- Interzicerea avortului (poate duce la creșteri temporare ale natalității)
- Imigrația. Grupurile de imigranți pot avea rate ale fertilității mai ridicate.

Factori asociați cu scăderea fertilității:
- Creșterea veniturilor. Costurile mai mari și prioritățile economice pot reduce dorința de a avea copii.
- Schimbările de valori și atitudini. Modificările culturale influențează scăderea fertilității.
- Educația superioară. Întârzierea căsătoriei și a maternității este frecventă în rândul femeilor educate.
- Participarea femeilor pe piața muncii. Implicarea profesională poate amâna sau reduce numărul copiilor.
- Politici de control al populației. Promovarea contracepției și restricțiile asupra nașterilor reduc fertilitatea.
- Vârsta. Fertilitatea scade odată cu înaintarea în vârstă, mai ales după 30 de ani la femei.
- Poluarea și obezitatea afectează negativ sănătatea reproductivă și echilibrul hormonal.